# Llac de Cauders
L'estany de Calders de Conflent està situat a 1.750 m. d'altitud. Al centre hi ha una illeta amb una abundosa vegetació.
Es troba a una distància d'uns tres quilòmetres del nucli urbà de Cauders de Conflent i a uns 60 metres de desnivell, la qual cosa fa una excursió fàcil des del poble, mitjançant un camí ben marcat i abundosament senyalitzat. La riba del llac està arranjada amb taules, bancs i focs per a cuinar a la brasa. En el camí de tornada es poden admirar els boscos dels environs, el Pic Pelat, la serra de Madres i el Pic Coronat.

## Topografia
Mapa IGN 2249 ET Font-Romeu-Capcir Top 25